# محمدآباد (رفسنجان)
محمدآباد، رفسنجان روستایی در دهستان کبوترخان، بخش مرکزی شهرستان رفسنجان در استان کرمان است.
جمعیت این روستا در سال ۱۳۸۵، ۵۸ نفر بوده است.